# Gusev (Oblast' di Kaliningrad)
Gusev (Гусев) (in tedesco Gumbinnen, in polacco Gąbin, in lituano Gumbinė) è una città nell'oblast' di Kaliningrad, in Russia; è situata al confine con la Lituania, ad est di Černjachovsk.

## Storia
La città venne fondata nel XIII secolo in una zona popolata da lituani, anche se fu colonizzata dai tedeschi nel corso della germanizzazione medioevale. Il toponimo tedesco della città, Gumbinnen (che risulta dal 1724), è di origine lituana e deriva dalla radice baltica "gumba(s)" ("luogo alto"). Gumbinnen fece poi parte per secoli della Prussia Orientale e della Lituania minore, e nell'agosto 1914 fu teatro dell'omonima battaglia del fronte orientale della prima guerra mondiale.
Assieme all'intera Prussia Orientale, la città di Gumbinnen fu evacuata dai tedeschi nell'inverno del 1945 di fronte all'avanzata dell'Armata Rossa e poco dopo la fine della seconda guerra mondiale fu assegnata all'Unione Sovietica. Nel 1946 fu quindi ribattezzata in "Gusev" in onore dell'ufficiale sovietico Sergej Ivanovič Gusev, che partecipò alla conquista della città.